# Sinocrassula techinensis
Sinocrassula techinensis är en fetbladsväxtart som först beskrevs av S.H. Fu, och fick sitt nu gällande namn av S.H. Fu. Sinocrassula techinensis ingår i släktet Sinocrassula och familjen fetbladsväxter. Inga underarter finns listade i Catalogue of Life.